# Camponotus kersteni
Camponotus kersteni är en myrart som beskrevs av Gerstaecker 1871. Camponotus kersteni ingår i släktet hästmyror, och familjen myror. Inga underarter finns listade.